# Le Garçon au cerf-volant
Le Garçon au cerf-volant est un roman pour adolescent de Monique Corriveau, paru en 1974.

## Résumé
Dans le village de Brunante, un été, un garçon de 14 ans, Arnaud Colin, passe les vacances avec son père Norbert dans un chalet isolé. Mathilde, mère d’Arnaud, a été victime d’un accident de la route alors que le couple se rendait chez l’éditeur avec le manuscrit de Norbert, Le Roman heureux. Arnaud est laissé à lui-même, tandis que Norbert est accaparé par un nouvel ouvrage. Le garçon se fabrique un cerf-volant et fait la rencontre de Nathalie, qui s’étonne que le cerf-volant soit fabriqué avec un manuscrit. C’est le manuscrit du Roman heureux, censé avoir été détruit. Arnaud tente secrètement de le faire éditer.

## Éditions
Le garçon au cerf-volant, Montréal, Fides, coll. « du Goéland », 1974.  (ISBN 0-77-55-0515-3) , 
A Perfect Day for Kites, Vancouver, Groundwood (traduction de David Homel), 1981, 116 p.  (ISBN 088899012X)